# Ptychococcus paradoxus
Ptychococcus paradoxus es una palmera nativa de las selvas húmedas de Nueva Guinea.

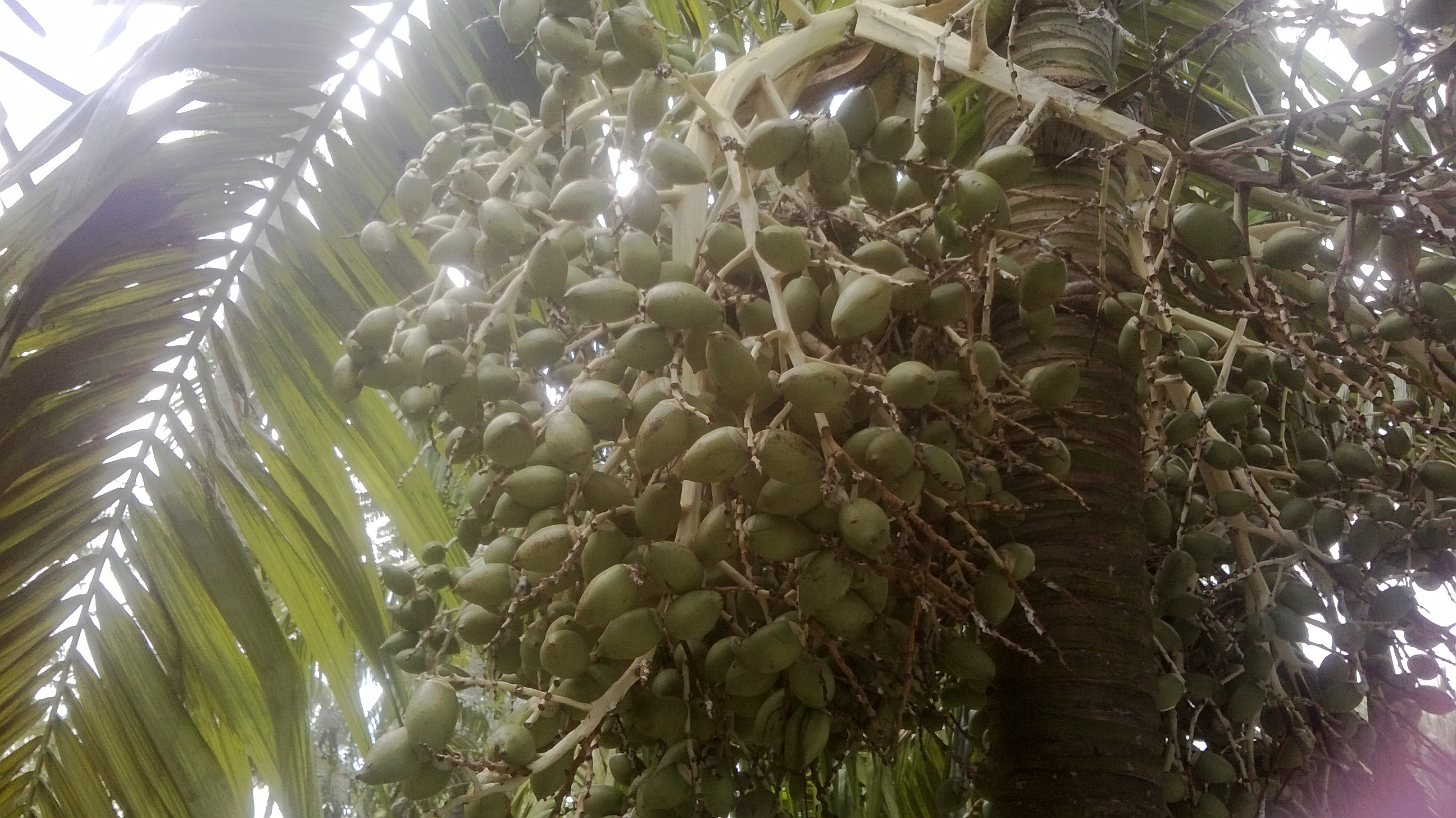
Frutos

## Descripción
Es una palmera solitaria, moderadamente robusta que alcanza un tamaño de unos 15 m de altura. Tallo de 9 cm de diámetro. Entrenudos 11 cm. Corona con 10 hojas, hojas de propagación, pero algunas inclinadas hacia un lado por casi 90 grados. Capitel de 100 cm de largo x 8 cm de ancho. La vaina 75 cm con indumento que se desprende fácilmente, y algunas escamas de color púrpura. Hoja de 300 cm de largo por 30 cm, incluyendo el pecíolo. Foliolos 39 a cada lado del raquis, dispuestos regularmente. Inflorescencia de 80 cm de largo incluyendo 12 cm de pedúnculo, ramificadas en 3 órdenes, 19 ramas primarias, difundida ampliamente, la mayor rama primaria de 70 cm de largo, todas las ramas de color verde pálido.

## Taxonomía
Ptychococcus paradoxus fue descrita por  (Scheff.) Becc. y publicado en Ann. Jard. Bot. Buitenzorg 2: 96. 1885
Etimología
Ptychococcus: nombre genérico que es una combinación de dos palabras derivadas del griego para "tapa" y del latín para "baya".
paradoxus: epíteto latino que significa "paradójico".
Sinonimia
- Actinophloeus guppyanus Becc.
- Actinophloeus kraemerianus Becc.
- Drymophloeus paradoxus Scheff.
- Ptychococcus albertisianus Becc. ex Martelli
- Ptychococcus archboldianus Burret
- Ptychococcus archboldianus var. microchlamys Burret
- Ptychococcus arecinus (Becc.) Becc.
- Ptychococcus elatus Becc.
- Ptychococcus guppyanus (Becc.) Burret
- Ptychococcus kraemerianus (Becc.) Burret
- Ptychosperma arecinum Becc.
- Ptychosperma novohibernicum Becc.
- Ptychosperma paradoxum Scheff.[5]